# Hermann Hallwich

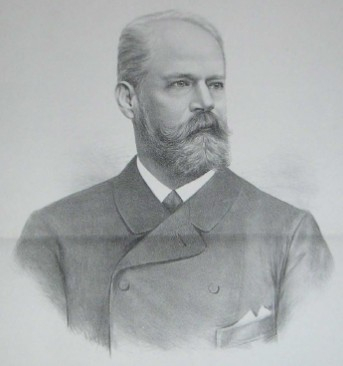
Hermann Hallwich

Hermann Hallwich (* 9. Mai 1838 in Teplitz-Schönau, Böhmen, Kaisertum Österreich; † 11. April 1913 in Wien, Österreich-Ungarn) war ein deutsch-böhmischer Historiker, Volkswirt und Politiker.

## Leben
Hermann Hallwich, ein Sohn des Ehepaares Josef Hallwich (1804–1850), Pächter des Schlossgartensaales in Bad Kudowa in der Grafschaft Glatz, und Aloisia, geb. Gudra, absolvierte das Gymnasium in Komotau, studierte an der Karls-Universität Prag Geschichte bei Constantin von Höfler und Volkswirtschaft, promovierte 1862 zum Doktor der Philosophie, wurde Geschichtslehrer in Prag und 1864 in Reichenberg. Dort war er von 1869 bis 1891 Sekretär der Reichenberger Handels- und Gewerbekammer, seit 1871 deutsch-liberaler Abgeordneter im böhmischen Landtag als Vertreter des Trautenauer Städtebezirks, von 1873 bis 1897 Reichsrat-Abgeordneter im Österreichischen Abgeordnetenhaus. Dort seit 1878 Berichterstatter über Handels- und  Zollverträge.
Seit 1891 lebte er in Wien, wo er 1892 den Zentralverband der Industriellen Österreich gründete, dessen Präsident er seit 1904 war. Neben seiner Tätigkeit in der Politik und Industrie war er ein bedeutender Wallenstein-Forscher. Zudem veröffentlichte er Dokumente aus Archivbeständen und Beiträge zur Heimatgeschichte in Nordböhmen, u. a. eine Geschichte seiner Geburtsstadt Teplitz. Er war Mitbegründer des Vereins für Geschichte der Deutschen in Böhmen, in dessen Mitteilungsblatt er Beiträge veröffentlichte.
Hermann Hallwich sammelte kostbare historische und in Elfenbein geschnitzte Porträtminiaturen, die 40 Schnitzereien von Führungspersönlichkeiten und historische Szenen aus der Zeit des Dreißigjährigen Krieges umfasste. Diese Sammlung zusammen mit einer weiteren Kollektion von Grafikblättern, Bildern und Gravierungen aus dem 17. Jahrhundert mit Bildnissen von Feldherren des Dreißigjährigen Krieges wurde nach Hallwichs Tod im Jahr 1913 durch das Museum Eger erworben.

## Schriften
- Die Herrschaft Türmitz. Eine Denkschrift. 2 Bde., Dominicus, Prag 1863 und 1865
- Das Lied von der Schlacht bei Außig. In: Mittheilungen des Vereines für Geschichte der Deutschen in Böhmen, 2. Jg., Heft 6, Prag 1864, S. 184–196 (Digitalisat bei Google Books).
- Geschichte der Bergstadt Graupen in Böhmen. Credner, Prag 1868
- Jakob von Werschowitz. Ein Beitrag zur Geschichte der hussitischen Bewegung. In: Mittheilungen des Vereines für Geschichte der Deutschen in Böhmen, Haase, Prag 1870
- Reichenberg und Umgebung. Jannasch, Reichenberg 1874
- Wallensteins Ende. Ungedruckte Briefe und Acten. 2 Bde., Duncker & Humblot, Leipzig 1879
- Wallenstein und Arnim im Frühjahr 1632. In: Mittheilungen des Vereines für Geschichte der Deutschen in Böhmen, Jg. 17 (1879)
- Heinrich Matthias von Thurn als Zeuge im Prozeß Wallenstein. Ein Denkblatt zur dritten Sekularfeier Wallensteins herausgegeben. Duncker & Humblot, Leipzig 1883
- Gestalten aus Wallensteins Lager. Biographische Beiträge zur Geschichte des dreissigjährigen Krieges. 2 Bde., Duncker & Humblot, Leipzig 1884 und 1885
- Thurn-Valsassina, Mathias Graf von. In: Allgemeine Deutsche Biographie (ADB), Band 39, Duncker & Humblot, Leipzig 1885, S. 70–92
- Töplitz. Eine deutschböhmische Stadtgeschichte. Duncker & Humblot, Leipzig 1886
- Der Herzog von Reichstadt. In: Mittheilungen des Vereines für Geschichte der Deutschen in Böhmen, 37. Jg. (1899)
- Die Glatz von Althof und ihr Stammbaum. Beitrag zu einer umfangreichen Forschung zu diesem Geschlecht, siehe Roman von Procházka: Genealogisches Handbuch erloschener böhmischer Herrenstandfamilien. Neustadt an der Aisch 1973, S. 97, Einleitung zu: Glatz von Althaus (Glatz von Altenhof u. ä.). Reprint 2005
- Otto Ludwig von Loscani. Ein österreichischer Volkswirt. In: Österreich-ungarische Revue, 12 (1891)
- Die Firma Franz Leitenberger 1793–1893. In: Beiträge zur Geschichte der deutschen Industrie in Böhmen, II (1893)
- Anfänge der Großindustrie Österreichs. 2, Weiss, Wien 1898